# هانا نیدال
هانا نیدال (زادهٔ ۱۹۴۶–درگذشته در ۲۰۰۷)، همسر لاما اوله نیدال، یک معلم و مترجم دانمارکی در سلسله کارما کاگیو از بودیسم تبتی بود.

## اوایل زندگی
او در کپنهاگ، دانمارک متولد شد و در همان‌جا درگذشت. هانا و همسرش اوله نیدال، که در کارهای او یاری‌اش می‌کرد، از دوران کودکی با یکدیگر دوست بودند و نخستین بار زمانی که هانا ۵ ساله و اوله ۱۰ ساله بود، با هم ملاقات کردند.

## ارتباط با بودیسم
تحت هدایت معنوی کارماپا شانزدهم که رانجونگ ریگپه دورجه نام داشت، هانا نیدال و اوله نیدال بنیاد بودیسم راه الماس را بنیان گذاشتند، که یک سازمان بودایی برای تمرین‌کنندگان غیرروحانی در مکتب کارما کاگیو از بودیسم تبتی است. هانا و اوله نیدال در ماه عسل خود در نپال در سال ۱۹۶۸ با بودیسم آشنا شدند و در سال ۱۹۶۹ از نخستین غربی‌هایی بودند که شاگرد کارماپا شانزدهم شدند. پس از یک دوره سه‌ساله، کارماپا شانزدهم آن‌ها را به اروپا فرستاد تا مراکزی را به نام او بنیان‌گذاری کنند.
هانا همچون همسرش معلم بودیسم بود اما نقش اصلی او ترجمه برای لاماهایی چون کارماپا شانزدهم، لوپون تسچو رینپوچه، کالو رینپوچه و دیگران بود. در مصاحبه‌ای هانا دربارهٔ این موضوع گفت: «من از تدریس بدم نمی‌آید، اما زمانی که با اوله هستم، طبیعی است که او تدریس کند. وقتی با او نیستم، عمدتاً ترجمه می‌کنم و برای لاماهای تبتی برنامه‌ریزی می‌کنم.»
در مجله کاگیو لایف اینترنشنال از او این‌گونه یاد شده است: «هانا نیدال مترجمی برجسته و پرکار در فلسفه بودیسم تبتی است. او زمان خود را میان ترجمه برای لاماها در مؤسسه بین‌المللی بودیسم کارماپا در دهلی نو، شرکت در پروژه‌های ترجمه متون بودایی، سازمان‌دهی برنامه‌ها و بازدیدهای رینپوچه‌های برجسته در این سنت و سفر به نقاط مختلف جهان همراه با لاما اوله (همسرش) تقسیم می‌کند.»
او به زبان‌های دانمارکی، آلمانی، انگلیسی و تبتی مسلط بود. از آنجا که تعداد کمی از معلمان تبتی به انگلیسی صحبت می‌کردند، او زبان تبتی را نزد تارب تولکو در دانشگاه کپنهاگ آموخت. ازآنجاکه تمامی متون به زبان تبتی بودند، کار او شامل ترجمه متون، ترجمه شفاهی برای لاماهای تدریس‌کننده در مؤسسه بین‌المللی بودیسم کارماپا در دهلی نو، مشارکت در پروژه‌های مختلف ترجمه متون بودایی و همچنین سازمان‌دهی و ترجمه سخنرانی‌های لاماهای تبتی بود.

## مرگ و میراث
در سال ۲۰۰۶، هانا نیدال به سرطان پیشرفته ریه مبتلا شد و سه ماه بعد درگذشت. چند روز پیش از درگذشت او، بنیاد بودیسم راه الماس یک ملک ۵۰ هکتاری با سازه‌های تاریخی را در کوه‌های آلپ آلمان خریداری کرد. این مکان، مرکز اروپا، محل برگزاری دوره سالانه مراقبه تابستانی بین‌المللی است که در آن تا ۴۰۰۰ بودایی از ۵۰ کشور در توانمندسازی‌ها، آموزش‌ها و مراقبه‌ها شرکت می‌کنند.
او به‌دلیل کارها، فداکاری و دستاوردهایش در مقام یک بودایی، مورد احترام گسترده قرار گرفت. یک روزنامه دانمارکی حتی از او با عنوان «مادر بودیسم» یاد کرد.
مستندی دربارهٔ او به نام «Hannah: Buddhism's Untold Story» در جشنواره‌ای با عنوان ARPA در شهر لس‌آنجلس در ۱۵ سپتامبر ۲۰۱۴ اکران شد و جایزه بهترین مستند را از آن خود کرد. این فیلم بعداً در جشنواره‌های مختلف نمایش داده شد و توانست نقدهای مثبتی را دریافت کند.